# Sancourt (Norte)
Sancourt é uma comuna francesa na região administrativa de Altos da França, no departamento do Norte. Estende-se por uma área de 3.88 km². Em 2010 a comuna tinha 203 habitantes (densidade: 52,3 hab./km²).